# أنطون ديلغر
كان أنطون كاسيمير ديلغر (13 فبراير 1884 - 17 أكتوبر 1918) طبيبًا أمريكيًا ألمانيًا، والمؤيد الرئيسي للبرنامج الألماني للتدمير البيولوجي الحربي في فترة الحرب العالمية الأولى. كان والده هوبرت ديلغر نقيبًا في الجيش الأمريكي ومُنح ميدالية الشرف لعمله كضابط مدفعية في معركة تشانسيلوسفيل 1863 خلال الحرب الأهلية الأمريكية.

## نشأته وتعليمه
وُلد ديلغر في فرونت رويال، فرجينيا، المكان الذي انتقل إليه والداه من أوهايو في عقود ما بعد الحرب الأهلية. تعلم في ألمانيا بعد أن ذهب إلى هناك بعمر التاسعة. ارتاد المدرسة الثانوية الألمانية في بينشيم وتدرب كطبيب في هيدلبيرغ وميونيخ، وعمل لاحقًا لصالح العيادة الجراحية لجامعة هيدلبرغ أثناء بحثه في رسالة الدكتوراه. تضمنت رسالة الدكتوراه خاصته إنماء خلايا حيوانية في مزرعة نسيجية ولم ينجح بذلك، ونال الدكتوراه بدرجة شرف عام 1912.
إن ديلغر حفيد عالم التشريح فريدريك تيديمان (1781-1861) الذي كان مديرًا لمعهد التشريح في جامعة هايدلبيرغ. كان ديلغر ابن عم اللواء هوبرت لامي (1896-1981) (الذي كان قائد الفرقة 118)؛ وكان أيضًا ابن عم الجنرال في سلاح الخيالة كارل-إيرك كويهلر (1895-1958) الذي كان قائد فيلق الجيش 20.

## المسيرة المهنية
تشير تقارير إلى أن ديلغر قد خدم كجراح في الجيش البلغاري خلال حرب البلقان (1912-1913)، وخدم في الهيئة الطبية التابعة للجيش الأمريكي، وحمل رتبة كولونيل في الهيئة الطبية التابعة للجيش الألماني الإمبراطوري، وأدار مستشفيات للصليب الأحمر الألماني. وهذه التقارير غير مثبتة.

### الحرب العالمية الأولى
في الوقت الذي بدأت فيه الحرب العالمية الأولى، كان ديلغر في ألماني، لكنه عاد إلى الولايات المتحدة عام 1915 مع مزارع جرثومية من الجمرة الخبيثة والرعام عازمًا على هجوم بيولوجي نيابة عن ضابط التدمير البيولوجي الألماني رودولف نادولني. كانت عندها الولايات المتحدة حيادية، لكن ألمانيا كانت تريد أن تمنع الدول الحيادية من دعم الحلفاء بالمواشي، ولكون ديلغر يملك جواز سفر أمريكي منذ عام 1908 فكان سهلًا عليه أن يسافر من وإلى الولايات المتحدة. أسس ديلغر مع أخيه كارل مختبرًا في مقاطعة تشيفي تشيز شمال واشنطن أنتج فيها مزارع من العوامل المسببة للجمرة الخبيثة والرعام؛ العصوية الجمرية والبيرخولدرية الرعامية. أشار تقرير عام 1941 إلى أن أنوف الخيل كانت تُدهن بالبكتريا.
وفي أمريكا، كان محمّلو ومفرغّو السفن في بالتيمور، الذين جندهم الضباط الألمان في البداية لزرع الأجهزة المحرقة بين السفن وأرصفة الموانئ، أخيرًا يُعطَون زجاجات من المزارع السائلة مع أوامر بحقن الأحصنة قرب منتزه فان كورتلاند. واعترفوا أنهم قاموا بهذه الأفعال مرتدين قفازات مطاطية ومعهم إبر.
يقدر أن برنامج التدمير البيولوجي الأمريكي قد انتهى في وقت ما في أواخر عام 1916، بعدها عاد أنطون إلى ألمانيا. وإبان عودته إلى أمريكا، وجد نفسه تحت شبهات مكتب التحقيق الفدرالي بأن يكون عميلًا ألمانيًا، فهرب إلى المكسيك حيث استخدم كنية «ديلمار».

### برنامج التدمير: الطبيعة والتأثير
كانت الولايات المتحدة الهدف الوحيد للتدمير البيولوجي الألماني والتي سافر إليها ديلغر شخصيًا، لكن رومانيا والنرويج وإسبانيا وجنوب أمريكا كانت كلها أهدافًا للبرنامج في فترة الحرب. كان ديلغر الشخص الوحيد المعروف الذي يمتلك المعرفة الطبية المطلوبة ليرأس البرنامج في ألمانيا، رغم أنه لم يكن منخرطًا بشكل مباشر في كل بلد. وقد تقدمت طرق حقن الماشية مع تقدم الحرب، من الإبر الخام إلى الأنابيب الشعرية من المزارع البكتيرية المخبأة داخل مكعبات السكر.
إن تأثير الجهود الألمانية لتدمير الدول المحايدة لمنع دعم الحلفاء غير معروف. لا توجد تقارير عن تفشي مرض ما بين الماشية، لذا فحتى الآن لا يعُرف فيما إذا كانت المزارع المستخدمة ممرضة أو حتى قابلة للتطبيق. من المؤكد أن الطريقة غير الاحترافية التي حقن بها عمال تفريغ السفن الأحصنة تؤدي إلى حوادث، لكن لم يرد تقارير عنها. وهذا وحده مسبب للشك بين الباحثين في المزارع المستخدمة، وبالفعل، فإن المعاهدات الحربية التي وُقعت في أعقاب الحرب العالمية الأولى لم يرد فيها أي بند محدد لمنع الحرب البيولوجية، لذا افتُرض أن المسؤولين لم يعرفوا بالمحاولات الألمانية أو أنهم لم يعتبروها خطيرة أو مهددة. ويذكر أن قريب ديلغر الدكتور جورغن شوفير الحاصل على الدكتوراه، يعمل اليوم استشاريًا للأمن البيولوجي في مانيلا.